# Supernature (singolo)
Supernature è un singolo del musicista francese Cerrone, pubblicato nel 1977 come primo estratto dall'album Supernature.
Insieme ai brani Give Me Love e Love Is Here, la canzone raggiunse il primo posto della classifica statunitense disco/dance all'inizio del 1978. Il singolo attraversò sia la Billboard Hot 100 dove raggiunse il numero 70, sia la Hot R&B/Hip-Hop Songs, raggiungendo il numero 72. Nell'agosto 1978, raggiunse il numero 8 della classifica britannica dopo una forte rotazione nella prima serie di The Kenny Everett Video Show. Il testo fu scritto e cantato da una giovane Lene Lovich, sebbene non fosse accreditata.

## Tracce

### 7"
Lato A
1. Supernature - 3:50 (testo: Lovich - musica: Cerrone)

Lato B
1. In the Smoke - 3:20 (testo: Wisniak - musica: Cerrone)

### 12" (1987)
Lato A
1. Supernature '88 - 6:45

Lato B
1. Supernature '88 (Dub Mix) - 3:00

### 7" (1987)
Lato A
1. Supernature 88 - 4:10

Lato B
1. Supernature 88 (Dub Mix) - 3:00

### 12" Remixes (1995)
Lato A
1. Supernature - 9:59

Lato B
1. Supernature (Reese Remake) - 5:17
2. Supernature (William Orbit Remix) - 6:58

### 12" The Danny Tenaglia Remixes (1997)
Lato I
1. Supernature (D.T.'s Legendary Dub Mix) - 10:54
2. Supernature (The Papadella) - 3:45
3. Supernature (D.T.'s Beats) - 3:27

Lato II
1. Supernature (D.T.'s Alt Mix) - 10:09
2. Supernature (D.T.'s Trance Instrumental Mix) - 9:56

### 12" (Remix 97)
Lato I
1. Supernature (Legendary Club Mix) - 10:54

Lato II
1. Supernature (Kevin Saunderson Mix) - 5:17
2. Supernature (Original Version) - 10:20

### CD (Remix 97)
1. Supernature (Single Edit) - 3:48
2. Supernature (Legendary Club Mix) - 10:54
3. Supernature (Twilo Club Mix) - 10:09
4. Supernature (Kevin Saunderson Mix) - 5:17
5. Supernature (Original Version) - 10:20

### 12" Edition 02 (2001)
1. Supernature (Lenny Fontana's Downunder Vocal Mix) - 8:27
2. Supernature (Lenny's Dub) - 6:10
3. Supernature (Original 70' les Mix) - 6:10

### 10" (2001)
Lato A
1. Supernature (The Live) - 8:07

Lato B
1. Supernature (Danny Tenaglia Twilo Club Mix Edit) - 8:50

### 12" (2001)
Lato A
1. Supernature (Superlicious Club Mix) - 7:13
2. Supernature (Nu-Soul-Edit) - 3:58

Lato B
1. Supernature (Superlicious Dub) - 6:13
2. Supernature (Edit from Original Version) - 6:10

### 12" Edition 01 (2001)
Lato 1
1. Supernature (Johan S. Remix) - 8:32

Lato 2
1. Supernature (Dany's Tenaglia Club Mix) - 10:56
2. Supernature (Johan S Dub) - 6:29

### CD Maxi (2001)
1. Supernature (Nu-Soul-Edit) - 3:58
2. Supernature (Matt Remix) - 4:15
3. Supernature (Superlicious Club Mix) - 7:30
4. Supernature (Edit from Original Version) - 5:56

### CD singolo (2001)
1. Supernature (Nu-Soul-Edit) - 3:58
2. Supernature (Matt Remix) - 4:15
3. Supernature (Live from The Papagayo) - 8:15

### 12" (2005)
Lato A
1. Supernature (by Joachim Garraud) - 7:46

Lato B
1. Supernature (Live at L.A. Remix) - 4:55

### Download digitale (2015)
1. Supernature (feat. Beth Ditto) (Alan Braxe Remix) – 3:09

## Classifiche
| Classifica (1978)           | Posizione massima |
| --------------------------- | ----------------- |
| Canada (Urban Dance)        | 1                 |
| Francia                     | 26                |
| Irlanda                     | 11                |
| Italia                      | 20                |
| Regno Unito                 | 8                 |
| Stati Uniti                 | 70                |
| Stati Uniti (Dance)         | 1                 |
| Stati Uniti (R&B e hip-hop) | 72                |

| Classifica (1996) (Remix)   | Posizione massima |
| --------------------------- | ----------------- |
| Regno Unito                 | 66                |
| Stati Uniti (Dance)         | 12                |
| Stati Uniti (Dance e remix) | 26                |

| Classifica (2001) | Posizione massima |
| ----------------- | ----------------- |
| Francia           | 69                |

| Classifica (2006)1  | Posizione massima |
| ------------------- | ----------------- |
| Stati Uniti (Dance) | 5                 |

1 J. Garraud e D. Tenaglia Mix

## Altre versioni
Nel 1989 venne reinterpretata dagli Erasure, inserito nel singolo You Surround Me. Anche i The Time Frequency ne fecero una cover nel loro album d'esordio Dominator del 1994. Il gruppo Goldfrapp ha intitolato col titolo della canzone il loro terzo album. La cantante Elly Jackson dei La Roux l'ha cantata con Cerrone in occasione di un concerto a Montreux nel 2012. Anche Beth Ditto l'ha cantata nel 2014 in un remix di Alan Braxe.